# Tom Cairney
Thomas "Tom" Cairney, född 20 januari 1991 i Nottingham, England, är en skotsk professionell fotbollsspelare (mittfältare) som spelar för Fulham. Han har representerat Skottland på U19- och U21-nivå. 

## Spelarkarriär
Cairney föddes i Nottingham och började spela i Leeds ungdomslag som sjuåring. När han var 16 släpptes han från klubben då han ansågs vara för liten. Han skrev istället på för Hull City där han debuterade i A-laget säsongen 2008-2009. Efter säsongen blev han utsedd till klubbens bästa unga spelare. Efter att Hull gått upp i Premier League debuterade han i den engelska högstaligan i januari 2010. Tom Cairney har förlängt sitt kontrakt till 2024 med den nerflyttade premier league-klubben Fulham och han gjorde gjorde ett mål under sägongen 18/19. Cairney har bland annat spelat med de två Hammarbyspelarna Muamer Tankovic och Alexander Kačaniklić